# スタンド・ワティー
スタンド・ワティー（英: Stand Watie、またはスタンドホープ・ウワティー英: Standhope Oowatie、デガタガ英: Degataga、スタンド・ファーム英: stand firm、アイザック・S・ワティー英: Isaac S. Watie、1806年12月12日-1871年9月9日）は、チェロキー族インディアンの指導者であり、南北戦争では南軍の将軍だった。ミシシッピ川流域軍で大半がチェロキー族、クリーク族およびセミノール族からなるインディアン騎兵隊を指揮した。1862年から1866年はチェロキー族の大酋長を務めた。

## 初期の経歴
ワティーは1806年12月12日にチェロキー族国家のウースカロガ（現在のジョージア州カルフーン）で、「ウワティー」（チェロキー語で「古代の人」）、キリスト教洗礼名「デイビッド・ウワティー」と、チェロキー族と白人の混血だったスザンナ・リースの息子として生まれた。ワティーは「ガレジナ・"バック"・ワティー」（エリアス・ブーディノット）の弟だった。この兄弟はメジャー・リッジの甥であり、ジョン・リッジとは従兄弟だった。1827年までに父のデイビッド・ウワティーは富裕な奴隷所有農園主となった。スタンド・ワティーもキリスト教徒であり、アイザック・ウワティーの洗礼名を持つ。しかし、そのチェロキー語の名前「テイカートーカー」の英語訳（Stand Firm、断固たる態度を取る）を好んだ。後に「ウワティー」から「ウ」が落ちて、姓がワティーになった。
ワティーはチェロキー族国家のスプリング・プレイスにあるモラヴィア教会学校で英語の読み書きを習い、時には新聞「チェロキー・フェニックス」のために記事作成で貢献し、そのためにジョージア州の抑圧的反インディン諸法に関する論争に巻き込まれることになった。後にジョージア州北部のチェロキー族の土地で金が発見されたとき、何千という白人開拓者がインディアンの土地に侵入した。インディアンを州の行動から守る連邦の条約があったにも拘らず、ジョージア州は1832年にチェロキー族の土地の大半を押収し、ジョージア州民兵がチェロキー・フェニックスを破壊した。
ワティー兄弟はオクラホマへのチェロキー族移住に賛成の立場を採り、ニューエコタ条約に署名した集団の一員になった。チェロキー首長グウィスグウィ（ジョン・ロス）に随う反移住国民党は条約の批准を拒否したが、ワティーとその家族および多くの他のチェロキー族は西部に移住した。東部の種族の土地に留まったチェロキー族（およびその奴隷達）は1838年にアメリカ合衆国政府により「涙の道」と呼ばれる連行で強制移住させられ、その連行で数千人のチェロキー族が死んだ。国民党のメンバーは、スタンド・ワティー、その兄のエリアス・ブーディノット、メジャー・リッジおよびジョン・リッジなど条約に署名した党派の者達を暗殺のターゲットにし、そのうち4人は1839年6月22日に暗殺に成功し、スタンド・ワティーのみがなんとか免れた。兄弟のトマス・ワティーも1845年にロスの党派の者に殺された。
奴隷所有者であるワティーはインディアン準州のスパビノー・クリークでプランテーションを始め成功した。1845年から1861年にはチェロキー族部族会議の議員を務め、その間に議長も務めた。

## 南北戦争での従軍
ワティーは南北戦争の両軍で、准将の位まで昇った只2人のインディアンの1人だった。もう一人は北軍に付いたセネカ族のイーライ・S・パーカーだった。
ジョン・ロス酋長やチェロキー委員会がアメリカ連合国支持を決めた後で、ワティーは1個騎兵連隊を組織した。1861年10月、ワティーは第1チェロキー騎馬ライフル連隊の大佐に任官された。ワティーは北軍とも戦ったが、チェロキー族の派閥間の闘争や、北軍支持を選んだクリーク族やセミノール族などとも戦った。1862年3月6日から8日、アーカンソー州で行われ、北軍が勝利したピーリッジの戦いではワティーの果たした役割で注目された。ワティーの部隊は北軍の砲兵陣地を占領し、戦場から退却する南軍を遮蔽した。
チェロキー族の南軍支持が壊れた後で、ワティーはその騎兵隊の残党を率い続けた。サミュエル・ベル・マクシー将軍によって准将に昇進され、騎馬ライフル2個連隊とチェロキー族、セミノール族及びオーセージ族の歩兵3個大隊からなる第1インディアン旅団の指揮を任された。この部隊はインディアン準州（現在のオクラホマ州）カナディアン川の南に基地を置き、周期的に川を渉って北軍の支配地内に入った。インディアン準州、アーカンソー州、ミズーリ州、カンザス州およびテキサス州を含みアメリカ連合国西部州で多くの戦闘や小競り合いを戦った。ワティーの部隊はミシシッピ川の西で他の部隊よりも多くの戦闘を戦ったと言われている。

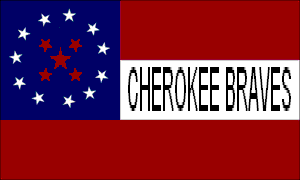
ワティー将軍率いるチェロキー族騎兵隊の隊旗

ワティーはインディアン準州内では、最大の南軍勝利と呼ばれる戦いにも参加した。これは1864年9月半ばにキャビン・クリークで起こったものであり、ワティーとリチャード・モンゴメリー・ガノ将軍が襲撃隊を率いて北軍輜重車隊を捕獲し、およそ100万ドルに相当する荷車、ロバ、日用品その他必需品を手に入れたものである。
南北戦争中、ワティーの家族はテキサス州東部のラスク郡とスミス郡で他の南軍派チェロキー族と共に留まっていた。この社会は当時「テイバー山共同体」と呼ばれ、またテキサス州ベルビューの町名でも呼ばれており、戦士たちはその妻や子供達が比較的安全だと分かって作戦行動に出掛けていくことができた。テキサス州東部で苦戦もあったが、チェロキー族や同盟部族の戦士たちは、有能な南軍戦闘部隊として、戦争全体を通じてインディアン準州南部やテキサス州北部の大半で北軍の進出を拒み続けた。
1865年6月23日、インディアン準州のチョクトー族の領土であるトウソン砦でのドークスビルの戦いに続き、ワティーは北軍の代表とワティーのミシシッピ川流域軍第1インディアン旅団との休戦合意に署名し、南軍野戦部隊で降伏した最後の将軍になった。

## 部族指導者
1862年、ジョン・ロスがチェロキー族国家から逃げ出してワシントンD.C.に向かった後で、ワティーはチェロキー族国家の大首長に選ばれた。ロスの支持者はこの時少数派になっており、ワティーの選出を認めることを拒み、「北軍チェロキー」と「南部チェロキー」との間に交戦状態が起きた。南北戦争が終わった後で、両派はワシントン市に代表を派遣した。ワティーは母族と別に、「南チェロキー族国家」の部族公認をアメリカ連邦政府に要求したが実現しなかった。
連邦政府はその代わりに1866年に北軍チェロキー族と条約を交渉し、ロスを正当な大酋長と宣言した。チェロキー族国家の中で再度敵対関係が起こるものと思われたが、ロスが死んだため、選挙のやり直しが必要になった。1867年の選挙では妥協派の候補者である血気盛んなルイス・ドウニングが選ばれたが、やがて彼は鋭敏で政治的に抜け目の無い大酋長として立ち回り、最終的に平和的な再統合に漕ぎつけた。ただし、部族内の緊張関係は20世紀に入っても表面下で続いた。

## 歌の中で
スタンド・ワティーはカウボーイ・シンガーのドン・エドワーズの歌「コヨーテ」の中で歌われている。